# 30 ноября
30 ноября — 334-й день года (335-й в високосные годы) по григорианскому календарю.
До конца года остаётся 31 день.
До 15 октября 1582 года — 30 ноября по юлианскому календарю, с 15 октября 1582 года — 30 ноября по григорианскому календарю.
В XX и XXI веках соответствует 17 ноября по юлианскому календарю.

## Праздники и памятные дни
См. также: Категория:Праздники 30 ноября

### Международные
- Международный день защиты информации.

### Национальные
- Барбадос,  Йемен — День независимости.
- Великобритания
  -  Шотландия — День Святого Андрея (банковские каникулы)[2].
- Украина — День Радиотехнических войск Вооружённых сил Украины[источник не указан 1206 дней].

### Религиозные
Католицизм и Армянская апостольская церковь
 — Память апостола Андрея.
 Православие
 — Память святителя Григория чудотворца, епископа Неокесарийского (около 266—270 год);
 — память преподобного Лазаря иконописца (около 857 года);
 — память великомученика Гоброна (в крещении Михаил) и с ним 133-х воинов (914 год) (Груз.);
 — память преподобного Никона, игумена Радонежского, ученика преподобного Сергия (1426 год);
 — память мученика Ацискла и мученицы Виктории Кордувийских (IV век);
 — память преподобного Севастиана (Дабовича) (1940 год).

## События

### До XIX века
- 1609 — Галилео Галилей составил первую карту лунной поверхности.
- 1700 — Северная война: битва при Нарве между русской армией Петра I и шведской армией Карла XII.

### XIX век
- 1853 — Синопское сражение во время Крымской войны, в котором русская эскадра под командованием вице-адмирала Павла Нахимова разгромила численно превосходящую турецкую эскадру и обеспечила господство русского флота на Чёрном море.
- 1872 — в Глазго состоялся первый официальный международный матч по футболу (Шотландия — Англия 0:0).
- 1876 — русский инженер Павел Яблочков получил патент на создание трансформатора, считается датой рождения первого трансформатора.

### XX век
- 1900 — немецкие инженеры Карл, Франц и Генрих Грефы[англ.] запатентовали автомобиль с приводом на передние колёса.
- 1906 — завершилась экспедиция Арсеньева 1906 года — первая Сихотэ-Алиньская экспедиция В. К. Арсеньева.
- 1912 — в артистическом подвале «Бродячая собака» состоялось первое публичное выступление В. В. Маяковского[6].
- 1922 — образована Чеченская автономная область в составе РСФСР.
- 1931 — в Луганске выпущен первый тяжёлый грузовой паровоз серии «Феликс Дзержинский».
- 1939 — начало советско-финской войны. В 8 часов утра по приказу Главного Командования Красной Армии части Красной Армии перешли границу Финляндии на Карельском перешейке и в ряде других районов.
- 1943 — расстрел инвалидов греко-итальянской войны.
- 1952 — открытие памятника Н. А. Римскому-Корсакову[7][8] в Ленинграде[7][8].
- 1954 — американка Энн Элизабет Ходжес была ранена осколком метеорита Силакога — это первый полностью задокументированный случай ранения человека внеземным объектом[9][10].
- 1964 — СССР запустил АМС «Зонд-2» к Марсу[11].
- 1979 — выпущен альбом The Wall, последний альбом британской группы Pink Floyd в классическом составе.
- 1982 — выпущен самый продаваемый альбом в истории музыки Thriller Майкла Джексона.
- 1988 — в СССР окончательно прекратили глушить западные радиостанции.
- 1991 — референдум об отделении Ингушетии от Чечено-Ингушской АССР и создании отдельной Ингушской Республики.
- 1994 — пожар на круизном судне Achille Lauro.
- 1995 — официальное окончание операции «Буря в пустыне» (основные военные действия завершились в 1991 году).

### XXI век
- 2001 — в США после анализа ДНК арестован серийный убийца Гэри Риджуэй.
- 2004 — катастрофа MD-82 в Суракарте, 25 погибших.
- 2018 — землетрясение на Аляске магнитудой 7,1.
- 2021 — Барбадос стал республикой.
- 2022 — запуск ChatGPT.

## Родились

### До XIX века
- 1466 — Андреа Дориа (ум. 1560), генуэзский адмирал и государственный деятель.
- 1508 — Андреа Палладио (ум. 1580), итальянский архитектор позднего Возрождения.
- 1667 — Джонатан Свифт (ум. 1745), английский писатель, философ и общественный деятель.
- 1670 — Джон Толанд (ум. 1722), ирландский философ.
- 1756 — Эрнст Хладни (ум. 1827), немецкий физик, основоположник экспериментальной акустики, исследователь метеоритов.
- 1768 — Анджей Снядецкий (ум. 1838), польский врач, биолог и химик, профессор Виленского университета.

### XIX век
- 1810 — Оливер Фишер Винчестер (ум. 1880), американский предприниматель и политический деятель.
- 1813 — Герман Курц (ум. 1873), немецкий писатель-беллетрист и историк литературы.
- 1817 — Теодор Моммзен (ум. 1903), немецкий историк, филолог и юрист, лауреат Нобелевский премии по литературе (1902).
- 1825 — Адольф Вильям Бугро (ум. 1905), французский живописец.
- 1827 — Константин Победоносцев (ум. 1907), российский правовед, государственный деятель, писатель, историк церкви.
- 1835 — Марк Твен (наст. имя Сэмюэл Лэнгхорн Клеменс; ум. 1910), американский писатель, журналист и общественный деятель.
- 1840 — Вильгельм Эрб (ум. 1921), немецкий невролог.
- 1853 — Фемистокл Глюк (ум. 1942), немецкий врач-хирург, профессор, автор ряда научных трудов по медицине.
- 1859 — Сергей Ляпунов (ум. 1924), русский композитор.
- 1869
  - Нильс Густав Дален (ум. 1937), шведский изобретатель, основатель компании AGA, нобелевский лауреат по физике (1912).
  - Константин Сомов (ум. 1939), русский живописец и график, академик, член объединения «Мир искусства».
- 1874 — Уинстон Черчилль (ум. 1965), британский политический деятель, премьер-министр в 1940—1945 и 1951—1955 гг.
- 1884 — Иван Аксёнов (ум. 1935), русский советский поэт, переводчик, литературный и художественный критик.
- 1886 — Карл Страсс (ум. 1981), американский фотограф и кинооператор, обладатель премии «Оскар».

### XX век
- 1905 — Даниил Покрасс (ум. 1954), советский композитор, дирижёр и пианист.
- 1906 — Джон Диксон Карр (ум. 1977), американский писатель, автор детективных романов.
- 1908 — Вениамин Пинчук (ум. 1987), скульптор-монументалист, народный художник СССР.
- 1913 — Виктор Драгунский (ум. 1972), советский писатель.
- 1923 — Юрий Соколов (ум. 1997), ректор Московского архитектурного института (1970—1987), профессор, заслуженный архитектор РСФСР.
- 1926
  - Ричард Кренна (ум. 2003), американский кино-, теле- и радиоактёр, номинант на премию «Золотой глобус».
  - Эндрю Шалли (ум. 2024), польский и американский эндокринолог, лауреат Нобелевской премии по физиологии и медицине (1977).
- 1934 — Вячеслав Невинный (ум. 2009), актёр театра и кино, народный артист СССР.
- 1935 — Виктор Трегубович (ум. 1992), кинорежиссёр, сценарист и актёр, народный артист РСФСР.
- 1936 
  - Абдул Вахид (ум. 2022), пакистанский спортсмен, олимпийский чемпион по хоккею на траве.
  - Светлана Жильцова, советская телеведущая, диктор, заслуженная артистка РСФСР.
- 1937
  - Эдуард Артемьев (ум. 2022), советский и российский композитор, народный артист РФ.
  - сэр Ридли Скотт, британский кинорежиссёр и продюсер.
- 1938 — Жан Эсташ (ум. 1981), французский кинорежиссёр.
- 1939 — Андрей Хржановский, советский и российский художник-мультипликатор, сценарист, народный артист РФ.
- 1940 — Паули Невала (ум. 2025), финский легкоатлет, олимпийский чемпион (1964).
- 1945 — Роджер Гловер, британский бас-гитарист, клавишник, автор песен, участник рок-группы «Deep Purple».
- 1954 — Юрий Васильев, советский и российский актёр театра, кино и дубляжа, режиссёр, народный артист РФ.
- 1955 — Билли Айдол (наст. имя Уильям Майкл Алберт Броуд), британский рок-певец, музыкант.
- 1959 — Лариса Вербицкая, советский и российский диктор и телеведущая, заслуженная артистка РФ.
- 1961 — Александр Лыков, советский и российский актёр театра и кино.
- 1964 — Эммануэль Любецки, мексиканский кинооператор, обладатель трёх премий «Оскар» и др. наград.
- 1965
  - Алдаир, бразильский футболист, чемпион мира (1994), двукратный победитель Кубка Америки.
  - Бен Стиллер, американский актёр, режиссёр, сценарист и продюсер, лауреат премии «Эмми».
- 1966 — Мика Сало, финский автогонщик.
- 1968 — Лоран Жалабер, французский велогонщик.
- 1972 — Абел Шавьер, португальский футболист.
- 1977
  - Иван Герреро, гондурасский футболист.
  - Оливье Шёнфельдер, французский фигурист (танцы на льду), чемпион мира в паре с Изабель Делобель (2008).
- 1979 — Андрес Носиони, аргентинский баскетболист, олимпийский чемпион (2004).
- 1981 — Ольга Красько, российская актриса театра и кино.
- 1982 — Элиша Катберт, канадская актриса кино и телевидения, продюсер, модель.
- 1983 — Анастасия Бабурова (убита в 2009), российская журналистка, активистка антифа.
- 1984
  - Найджел де Йонг, нидерландский футболист.
  - Ольга Рыпакова, казахстанская легкоатлетка, олимпийская чемпионка в тройном прыжке (2012).
- 1985 — Кейли Куоко, американская актриса.
- 1988 — Абдуль-Басит Абдус-Самад, египетский чтец Корана.
- 1990 — Магнус Карлсен, норвежский шахматист, 16-й чемпион мира.
- 1993 — Миа Гот, британская актриса и модель.

## Скончались
См. также: Категория:Умершие 30 ноября

### До XIX века
- 1603 — Уильям Гильберт (р. 1544), английский физик, придворный врач Елизаветы I и Якова I.
- 1680 — Питер Лели (р. 1618), английский живописец голландского происхождения.
- 1718 — Карл XII (р. 1682), король Швеции (1697—1718), полководец.

### XIX век
- 1830 — Пий VIII (в миру Франческо Саверио, граф Кастильони; р. 1761), 253-й папа римский (1829—1830).
- 1876 — Эдвард Хорсман (р. 1807), английский политический деятель.
- 1878 — Джордж Генри Льюис (р. 1817), английский писатель, философ, литературный и театральный критик.
- 1879 — Август Бурнонвиль (р. 1805), датский балетмейстер, хореограф, педагог.
- 1881 — Николай Муравьёв-Амурский (р. 1809), российский государственный деятель, генерал-губернатор Восточной Сибири (1847—1861).
- 1892 — Николай Маслов (р. 1833), русский писатель, беллетрист.

### XX век
- 1900 — Оскар Уайльд (р. 1854), ирландский писатель.
- 1910 — Джем Мэйс (р. 1831), британский боксёр.
- 1913 — Григорий Вырубов (р. 1843), русский философ и химик-кристаллограф.
- 1935 — Фернанду Пессоа (р. 1888), португальский поэт, писатель, драматург, переводчик, эссеист.
- 1938 — Корнелиу Кодряну (р. 1899), румынский религиозный и политический деятель, правозащитник.
- 1939 — Макс Складановский (р. 1863), немецкий изобретатель кино.
- 1943 — Всеволод Кащенко (р. 1870), русский советский педагог и врач, брат П. П. Кащенко.
- 1947 — Эрнст Любич (р. 1892), немецкий и американский кинорежиссёр, актёр, сценарист.
- 1953 — Франсис Пикабиа (р. 1879), французский художник-дадаист и сюрреалист.
- 1954 — Вильгельм Фуртвенглер (р. 1886), немецкий дирижёр и композитор.
- 1955 — Йосип Славенский (р. 1896), хорватский и югославский композитор.
- 1957 — Беньямино Джильи (р. 1890), итальянский оперный певец (тенор).
- 1962 — Макс Фасмер (р. 1886), лингвист, автор этимологического словаря русского языка.
- 1968 — Чарльз Бартлетт (р. 1885), британский велогонщик, олимпийский чемпион (1908).
- 1977 — сэр Теренс Реттиген (р. 1911), английский драматург и сценарист.
- 1980 — Макс Альперт (р. 1899), фоторепортёр, один из родоначальников советской серийной репортажной фотографии.
- 1982 — Вилем Завада (р. 1905), чешский поэт.
- 1983 — Кирилл Рапопорт (р. 1926), советский сценарист, драматург.
- 1987 — Джеймс Артур Болдуин (р. 1924), американский писатель, публицист, общественный деятель.
- 1994 — покончил с собой Ги Дебор (р. 1931), французский философ, историк, писатель, художник, режиссёр.

### XXI век
- 2000 — Фёдор Поленов (р. 1929), внук и исследователь творчества русского художника Василия Поленова.
- 2001 — Антон Григорьев (р. 1926), оперный певец, педагог, народный артист РСФСР.
- 2004 — Алексей Хвостенко (р. 1940), русский поэт-авангардист, автор песен, художник.
- 2008 — Николай Черёмухин (р. 1928), военный врач, один из ведущих организаторов спасательных мероприятий в зоне катастрофы на ЧАЭС.
- 2009
  - Милорад Павич (р. 1929), югославский и сербский писатель, историк сербской литературы.
  - Юлиу Эдлис (р. 1929), советский драматург, прозаик и киносценарист.
- 2013
  - Пол Уильям Уокер IV (р. 1973), американский актёр.
  - Юрий Яковлев (р. 1928), советский и российский актёр.
- 2015 — Эльдар Рязанов (р. 1927), кинорежиссёр, сценарист, драматург, поэт, народный артист СССР.
- 2016 — Алексей Масленников (р. 1929), оперный певец (тенор), режиссёр, народный артист РСФСР.
- 2017 — Марина Попович (р. 1931), советская военная лётчица-испытатель, 102-кратная рекордсменка мира.
- 2018 — Джордж Буш-старший (р. 1924), 41-й президент США (1989—1993), конгрессмен, дипломат.
- 2020 — Ирина Антонова (р. 1922), советский и российский учёный-искусствовед, специалист по итальянской живописи эпохи Возрождения, телеведущая.
- 2021 — Никита Лыткин (р. 1993), российский серийный убийца.
- 2022 — Цзян Цзэминь (р. 1926), генеральный секретарь ЦК КПК (1989—2002), председатель КНР (1993—2003).
- 2023 — Василис Василикос (р. 1933), греческий писатель, переводчик.